# Вама-Бузеулуй
Вама-Бузеулуй (рум. Vama Buzăului) — село у повіті Брашов в Румунії. Адміністративний центр комуни Вама-Бузеулуй.
Село розташоване на відстані 129 км на північ від Бухареста, 30 км на схід від Брашова.

## Населення
За даними перепису населення 2002 року у селі проживали 1512 осіб. Рідною мовою 1510 осіб (99,9%) назвали румунську.
Національний склад населення села:
| Національність | Кількість осіб | Відсоток |
| -------------- | -------------- | -------- |
| румуни         | 1497           | 99,0%    |
| цигани         | 12             | 0,8%     |